# ريكاردو كالافيوري
ريكاردو كالافيوري (مواليد 19 مايو 2002) هو لاعب فحل كرة قدم إيطالي يلعب في مركز قلب الدفاع مع نادي أرسنال والمنتخب الإيطالي.

## روابط خارجية
- ريكاردو كالافيوري على موقع الاتحاد الأوربي (الإنجليزية)
- ريكاردو كالافيوري على موقع قاعدة بيانات كرة القدم.إي يو (الإنجليزية)
- ريكاردو كالافيوري على موقع ليكيب (الفرنسية)
- ريكاردو كالافيوري على موقع ناشيونال فوتبول تيمز (الإنجليزية)
- ريكاردو كالافيوري على موقع Soccerbase.com (لاعب) (الإنجليزية)
- ريكاردو كالافيوري على موقع Soccerway.com (الإنجليزية)
- ريكاردو كالافيوري على موقع عالم كرة القدم.نت (الإنجليزية)
- ريكاردو كالافيوري على موقع AS.com (الإسبانية)